# Ндухунгирехе, Оливье
Оливье Ндухунгирехе (руанда , англ. и фр. Olivier Nduhungirehe; род. 13 сентября 1975, Хуе, Южная провинция) — руандийский политик. Министр иностранных дел Руанды с 12 июня 2024. 

## Биография
Родился 13 сентября 1975 года в Руанде. Женат, в браке родилось два ребёнка.

## Образование
Закончил Брюссельский свободный университет. Имеет степень магистра  в области налогового управления. Свободно говорит на английском и французском языках.

## Карьера

#### До карьеры дипломата[3]
До начала своей дипломатической карьеры Оливье занимал должности помощника министра в министерстве торговли и промышленности (ноябрь 2004 г. – июнь 2005 г.), личного помощника министра сельского хозяйства и животноводства (июнь 2005 г. – август 2005 г.) и члена Группы по реформе предпринимательского законодательства (август 2005 г. – январь 2007 г.). которой было поручено реформировать административное и предпринимательское законодательство с целью привлечения инвестиций в Руанду. В течение этого периода он также был внештатным лектором в различных университетах Руанды, преподавая налоговое право, социальное право, а также экономическое и финансовое право. Состоит в Социал-демократической партии и является старшим членом.

#### Карьера дипломата[3]
Ндухунгирехе является опытным дипломатом, который за последние пятнадцать лет занимал следующие должности:
- Министр иностранных дел и международного сотрудничества, ответственный за Восточноафриканское сообщество – ВАС (сентябрь 2017 г. – апрель 2020 г.).
- Посол Республики Руанда в Брюсселе, обладающий юрисдикцией над Королевством Бельгия, Великим Герцогством Люксембург, Европейским союзом (ЕС), Группой государств Африки, Карибского бассейна и Тихого океана (АКТ) и Всемирной таможенной организацией (ВТамО) (декабрь 2015 г. – сентябрь 2017 г.);
- Исполняющий обязанности генерального директора по многостороннему сотрудничеству в Министерстве иностранных дел и международного сотрудничества (май 2015 г. – декабрь 2015 г.);
- Советник-посланник, заместитель постоянного представителя при Организации Объединенных Наций, ответственный за Совет Безопасности ООН, Нью-Йорк (декабрь 2012 г. – май 2015 г.) – Руанда была непостоянным членом Совета Безопасности в 2013 и 2014 гг.-;
- Первый советник постоянного представительства Республики Руанда при Организации Объединенных Наций в Нью-Йорке (август 2010 г. – декабрь 2012 г.);
- Первый советник посольства Республики Руанда в Федеративной Демократической Республике Эфиопия, Постоянное представительство при Африканском союзе (март 2007 г. – август 2010 г.);
- Министр иностранных дел Руанды (2024 г. – н. в.)

В 2023 году посетил Латвию и принял участие в заседании парламента Латвии.
Оливье Ндухунгирехе являлся послом Республики Руанда в Нидерландах с ноября 2020 года. В Гааге он также является послом-нерезидентом в Эстонской, Латвийской и Литовской Республиках.

#### Министр иностранных дел
- Посетил Луанду, где обсуждалось прекращение конфликта на востоке ДР Конго[6].
- 2 октября 2024 года вместе с президентом Руанды Полем Кагаме посетил Латвию[7].